# Lorrie Fair
Lorraine Ming „Lorrie“ Fair (* 5. August 1978 in Los Altos, Kalifornien) ist eine ehemalige US-amerikanische Fußballspielerin, die von 1996 bis 2005 für die Frauen-Fußballnationalmannschaft der Vereinigten Staaten spielte und 1999 Weltmeister wurde. Ihre Zwillingsschwester Veronica „Ronnie“ Fair war ebenfalls Fußballspielerin und als sie am 9. Mai 1997 zusammen gegen England spielten, war dies das erste Mal, dass zwei Schwestern zusammen für die US-Nationalmannschaft spielten. Zwei Tage später kamen sie nochmals zusammen zum Einsatz – wieder gegen England. Ronnie kam danach nur noch zu einem weiteren Länderspiel, in dem Lorrie aber nicht zum Einsatz kam.

## Karriere

### Ausbildung und Vereine
Lorrie spielte zusammen mit Ronnie im „Los Altos High School’s Female Soccer Team“. Während Ronnie nach der High School an die Stanford University wechselte, besuchte Lorrie die University of North Carolina at Chapel Hill und spielte dort von 1996 bis 1999 für die „North Carolina Tar Heels“, mit denen sie die NCAA Women’s Soccer Championship 1996, 1997 und 1999 gewann. Von 2001 bis 2003 spielte sie in der Women’s United Soccer Association für Philadelphia Charge, mit denen sie 2001 und 2002 die Play-offs erreichte, dort aber immer im Halbfinale scheiterte. 2003 wurden sie Letzte der Punktspielrunde. 2005 spielte sie für Olympique Lyon in der französischen Division 1 Féminine. Mit Lyon wurde sie in der Meisterschaft Dritte und erreichte im Mai 2005 zusammen mit Nationalmannschaftstorhüterin Hope Solo das Finale des französischen Pokals der Frauen, verlor dieses aber im Elfmeterschießen gegen Juvisy FCF, wobei sie zu den Schützinnen gehörte, die den Elfmeter verwandeln konnten. 2008 spielte sie dann noch in England für die Chelsea Ladies in der FA Women’s Premier League.

### Nationalmannschaft
1994 wurde sie erstmals für die U-20-Mannschaft nominiert, mit der sie 1995 am Nordic Cup teilnahm.
Am 4. Februar 1996 gab Lorrie mit 17 Jahren ihr Länderspieldebüt für die US-amerikanische Nationalmannschaft beim 1:2 gegen Weltmeister Norwegen. Sie wurde dann auch in den nächsten sechs Spielen eingesetzt, dabei aber fünfmal eingewechselt. Für das erste olympische Fußballturnier der Frauen bei den Olympischen Spielen 1996 wurde sie dann nur als Reservespielerin nominiert, lehnte dies aber ab. Erst Ende Februar/Anfang März 1997 wurde sie bei drei Spielen in Australien gegen die Australierinnen wieder eingesetzt. Nach weiteren Spielen zwischen April und Juni mit dem Gewinn des U.S. Cup 1997 wurde sie in der zweiten Jahreshälfte nicht eingesetzt, nahm aber mit Ronnie für die U-20-Mannschaft am Nordic Cup in Dänemark teil, den die USA gewannen. Beim erstmals ausgetragenen Vier-Nationen-Turnier 1998 in der Volksrepublik China, das die US-Girls gewannen, wurde sie dann dreimal eingewechselt und auch beim anschließenden Algarve-Cup 1998, bei dem die USA Dritte wurde, kam sie zu vier Einsätzen. Nach vier Spielen ohne Einsatz wurde sie dann wieder regelmäßig eingesetzt und erzielte am 30. Mai 1998 beim 5:0 gegen Neuseeland nach Einwechslung ihr erstes Länderspieltor. Im Juli 1998 half sie dann mit die Goodwill Games 1998 zu gewinnen. Dann folgte eine Pause von sechs Spielen, in denen Ronnie zu ihrem letzten Einsatz kam.
Im Februar 1999 spielte sie aus Anlass der Auslosung der Gruppen der WM 1999 mit der Nationalmannschaft gegen eine FIFA-Weltauswahl. Das Spiel wird aber nicht als offizielles Länderspiel gezählt.
Im März 1999 kam sie beim Algarve-Cup 1999 zum Einsatz, verlor aber das Finale gegen China. Sie gehörte dann auch zum Kader für die WM 1999. Sie war die jüngste Spielerin im Team. Lorrie wurde nur in zwei Gruppenspielen sowie dem Viertel- und Halbfinale eingewechselt, kam aber nur im Gruppenspiel gegen Nigeria schon zur zweiten Halbzeit.
Nach dem Halbfinale folgte eine Pause von 10 Spielen, dann gewann sie mit den US-Girls den Algarve-Cup 2000. Das Jahr 2000 war dann auch ihr erfolgreichstes Jahr, in dem sie in 33 von 41 Länderspielen zum Einsatz kam, sechs Tore erzielte und nach dem Algarve-Cup auch den U.S. Cup 2000, den Pacific Cup, den CONCACAF Women’s Gold Cup 2000 und das „Turnier zum 100. Geburtstag des DFB“ gewann. Lediglich beim Saisonhöhepunkt, den Olympischen Spielen reichte es „nur“ zur Silbermedaille. Lorrie hatte dabei keine einzige Spielminute verpasst. Auch nach den Olympischen Spielen blieb sie zunächst Stammspielerin, verpasste dann aber den Algarve-Cup 2001, bei dem die USA nur Sechste wurden. Danach wurde sie wieder berücksichtigt, auch beim wegen der Terroranschläge am 11. September 2001 abgebrochenen U.S. Cup 2001.
Nachdem sie 2001 nur in der Hälfte der Spiele eingesetzt worden war, kam sie 2002 in 18 von 19 Spielen zum Einsatz, wurde aber zumeist aus- oder eingewechselt. Sie gewann in dem Jahr das Vier-Nationen-Turnier 2002, den U.S. Cup 2002 sowie den CONCACAF Women’s Gold Cup 2002 und machte am 8. September 2002 gegen Schottland als zweitjüngste US-Spielerin ihr 100. Länderspiel.
2003 wurde sie dann noch beim Gewinn des Vier-Nationen-Turnier 2003 – wobei sie im letzten Spiel gegen Deutschland bereits acht Minuten nach ihrer Einwechslung aufgrund einer Verletzung wieder ausgewechselt werden musste – und des Algarve-Cup 2003 eingesetzt, für die WM 2003 wurde sie aber nicht berücksichtigt. Für die Olympischen Spiele 2004 wurde sie zwar nominiert, kam aber zu keinem Einsatz. Erst im März 2005 kam sie beim Gewinn des Algarve-Cup 2005 wieder zum Einsatz. Ihr 120. und letztes Länderspiel machte sie am 24. Juli 2005 gegen Island. Beim nächsten Spiel gegen Australien saß sie auf der Bank und auch für das letzte Spiel 2005 gegen Mexiko wurde sie noch nominiert.

## Erfolge
- Weltmeisterin 1999
- Olympiasiegerin 2004 (ohne Einsatz)
- CONCACAF Women’s Championship-Siegerin 2000, 2002
- Algarve-Cup-Siegerin 2000, 2003, 2005
- Olympische Silbermedaille 2000

## Auszeichnungen
- 1999: Chevrolet Youth Female Athlete of the Year[18]